# 阿斯特拉罕州州旗

俄羅斯新西伯利亚州州旗

阿斯特拉罕州州旗是阿斯特拉罕州的旗幟，位於俄羅斯的南部聯邦管區，高与宽的比例为2:3，于2001年12月19日启用。旗帜中央是一个皇冠和一把刀，绘在亮蓝色背景上。